# Bradysia hupleuroti
Bradysia hupleuroti är en tvåvingeart som beskrevs av Yang och Tan 1994. Bradysia hupleuroti ingår i släktet Bradysia och familjen sorgmyggor.
Artens utbredningsområde är Shanghai (Kina). Inga underarter finns listade i Catalogue of Life.